# Riacho Pilagá
Riacho Pilagá är ett vattendrag i Argentina.   Det ligger i provinsen Formosa, i den nordöstra delen av landet, 900 km norr om huvudstaden Buenos Aires.
Omgivningarna runt Riacho Pilagá är huvudsakligen savann. Runt Riacho Pilagá är det mycket glesbefolkat, med 2 invånare per kvadratkilometer.